# Georgina
A Georgina a Georgius (magyarul György) férfinév latin nőnemű alakjának továbbképzése.

## Rokon nevek
Gina, Györgyike, Györgyi, Zsorzsett

## Gyakorisága
Az 1990-es években a Georgina gyakori név, a 2000-es években nem szerepel a 100 leggyakoribb női név között, kivéve 2003-at és 2005-öt, amikor a 96. illetve a 97. leggyakoribb női név volt.

## Névnapok
- február 15.[2]
- december 9.[2]

## Híres Georginák
- Georgina Harland brit öttusázónő
- Kerecsényi Fodor Georgina kardvívó
- Póta Georgina magyar Európa-bajnok asztaliteniszező
- Vitay Georgina kitalált alak Szabó Magda Abigél című regényében
- Szántó Georgina, a Duna Tv volt műsorvezetője
- Dobó Georgina írónő
- Radics Georgina (Gigi) énekesnő - a Megasztár 6 szériájának nyertese